# Mitrocomella cruciata
Mitrocomella cruciata är en nässeldjursart som först beskrevs av Agassiz 1865.  Mitrocomella cruciata ingår i släktet Mitrocomella och familjen Mitrocomidae. Inga underarter finns listade i Catalogue of Life.